# Michael Redl
Michael (uneori românizat Mihai) Redl (n. 23 aprilie 1936, Lugoj, Timiș, România – d. 20 august 2013, Burggen, Districtul Weilheim-Schongau, Bavaria, Germania) a fost un handbalist român, dublu campion mondial, cara a jucat pe postul de portar.
Cu echipa Dinamo București a câștigat 9 campionate naționale la handbal în 7, un campionat național la handbal în 11 și Cupa Campionilor Europeni (în 1965).
La Campionatele Mondiale din 1959 și 1961 a fost numit „Cel Mai Bun Portar”.
În cei 11 ani în care a fost membru al echipei naționale a României, Redl a jucat în 129 de meciuri.
După ce s-a retras din activitatea de jucător, a fost antrenor la Dinamo, la echipa de tineret (timp de 8 ani) sau ca secund la cea de seniori (timp de 3 ani).
Redl a fost absolvent al Școlii de Ofițeri (1958), pensionându-se cu gradul de locotenent-colonel.
În 1987, la cinci ani după ce fiul său Michael, care a fost și el handbalist de performanță, a rămas în Occident (cu ocazia unui meci al echipei Dinamo în Olanda), a emigrat în RFG.
S-a stins la 20 august 2013, în Germania.

## Distincții
- Ordinul „Meritul Sportiv” clasa a II-a (8 mai 1968) „pentru contribuția deosebită adusă la dezvoltarea mișcării de cultură fizică și sport și pentru merite deosebite în activitatea sportivă de performanță, cu prilejul împlinirii a 20 de ani de la înființarea Clubului sportiv «Dinamo»-București al Ministerului Afacerilor Interne”[6]
- Ordinul Sportiv clasa a II-a cu baretă[7]